# Lanceopora smeatoni
Lanceopora smeatoni is een mosdiertjessoort uit de familie van de Lanceoporidae. De wetenschappelijke naam van de soort is voor het eerst geldig gepubliceerd in 1890 door MacGillivray.